# 棣花镇
棣花镇，是中华人民共和国陕西省商洛市丹凤县下辖的一个乡镇级行政单位。

## 行政区划
棣花镇下辖以下地区：
贾塬村、棣花村、西街村、许家沟村、陈家沟村、巩家河村、西三塬村、苗沟村、条子沟村、两岭村、巩家湾村、万湾村、茶房村、水沟河村、中坪村和龙王庙村。